# 비디오 리서치
주식회사 비디오 리서치(일본어: 株式会社ビデオリサーチ 가부시키가이샤 비데오 리사치[*], 약칭 VR)는 일본의 텔레비전 프로그램의 시청률 조사(5개 현을 제외한 일본 전국 42도도부현), 라디오 프로그램의 청취율 조사를 기반으로 한 미디어 리서치와 마케팅 리서치를 하는 회사이다. 덴쓰가 전체 주식의 34.2%를 보유하고 있으며, 덴쓰의 지분법을 적용받고 있다.

## 개요
《TV 시청률 일보》(통칭: 일보)라는 레포트를 익일에 발행하며 최신 시청률 데이터를 방송국과 광고대리점 등의 고객들에게 제공하고 있다.
일보에는 프로그램 평균 세대 시청률, 지난 4주간 평균 세대 시청률, 종료시 세대 시청률, 지난 4주간 종료시 세대 시청률, 프로그램 시청 점거율 등의 데이터가 기재되어 있다.
그 외 상세한 시청률 데이터는 《TV 시청률 속보》(일보의 확정판)와 《TV 시청률 주보》(1주일간 매분, 5분, 15분, 30분 평균 시청률과 시간별 시청률을 웹상에서 제공)에 기재하여 제공한다.

## 시청률 조사방법
회사설립 당시에는 가정을 직접 사원이 방문하여 시청한 프로그램과 시간을 묻는 식의 방법으로 시청률을 조사하였다. 1960년대에는 가정 시청률조사용 장치를 설치하여 그 장치로 일정시간에 시청하는 채널을 테이프에 기록하는 ‘오프라인 미터 방식’을 도입하였고, 1978년에는 자사에서 개발한 ‘미노루 미터’(ミノル・メーター)를 사용하여 전화회선을 통한 정보송신을 하는 온라인 방식으로 바뀌었다.
2년단위로 샘플 세대는 교체하며, 샘플 세대 선정에 있어서는 가족과 친척에 언론 관계자가 있는지 조사하여 최대한 공정하게 시행한다. 시청률은 개인 시청률과 세대 시청률로 분류하고 있지만 일반적으로 시청률이라고 하면 세대 시청률을 가리킨다. 일본에서는 닐슨사와 비디오 리서치가 동시에 측정하고 있었으나, 2000년에 닐슨이 일본 국내 시청률 조사에서 철수하면서 그 이후는 비디오 리서치만 측정하고 있다.
시청률 조사 지역에는 방송 구역 내의 지역민방 TV방송국이 3개국 이상 있어야 한다는 조건이 있다. 따라서, 지역민방 수가 부족한 야마나시현, 후쿠이현, 도쿠시마현, 사가현, 미야자키현에서는 시청률 조사를 하지 않는다.(설문조사 방식으로 조사가 이루어지는 경우는 있다)

## 같이 보기
- 닐슨코리아
- TNmS
- 시청률